# Klotok
Il klotok è un'imbarcazione tradizionale usata per la navigazione nelle acque dell'Indonesia. Fornita di motore entrobordo o fuoribordo, è utilizzata per il cabotaggio nei fiumi, per il trasporto di persone e di merci. I klotok si trovano nei mercati galleggianti, parchi nazionali e aree di pesca. A seconda della loro funzione o del loro equipaggiamento si possono chiamare con vari nomi.

## Etimologia
Il nome della barca si riferisce al rumore che fa, "cloc toc toc toc". Il klotok può chiamarsi in altri modi, come taxi acquatico o gondola a motore.

## Progetto
Il klotok è un'imbarcazione fluviale in legno, con scafo piatto; le sue misure variano secondo l'uso; quelle più comuni sono 12 m per 2,5 m (tipo canoa) o 8 m per 10, per una piccola imbarcazione commerciale; può essere anche più larga (17 m) per uso come casa galleggiante.
Il klotok ha un tetto di legno che forma il ponte superiore, dal quale si ha un'eccellente vista. È equipaggiato di motore ed altri accessori; può offrire alloggio per gli ospiti per la notte con cabine fornite di posto letto, e di servizio ristorante e toilette sul ponte superiore.

## Usi
Nei mercati galleggianti, esistenti da oltre 400 anni, si usano i klotok per il commercio, compreso l'acquisto la vendita e il trasporto di prodotti agricoli dall'interno alle aree costiere.
Il klotok sono un importante mezzo di trasporto per il turismo: si possono usare per visitare i parchi naturali, per osservare la fauna lungo il fiume, in particolare gli orangutans, oltre a parecchie specie di animali selvatici come macachi e gibboni; questi viaggi turistici offrono un'esperienza unica perché i conducenti del klotok sono anche buone guide naturaliste dei parchi nazionali.
Sono stati progettati modelli sofisticati di klotok per la pesca, anche se sono costosi da usare. Alcuni equipaggiamenti comprendono sciabica, lampade alogene, borse termiche e radio di bordo.
Se sono equipaggiati con motore fuoribordo sono chiamati taxi acquatici.
Un altro esempio di uso commerciale per trasporto merce include il rattan, immagazzinato in apposite capanne lungo le rive dei fiumi e trasportato fino al porto di Sampit.